# Tube Tales
Tube Tales (conocida en Latinoamérica como Historias del metro) es una colección de nueve cortometrajes basados en las experiencias de la vida real de pasajeros del metro londinense. Las historias fueron guionadas y filmadas de forma independiente. La filmación tuvo lugar en la red del metro de Londres en 1999 por nueve directores, entre ellos Stephen Hopkins, Charles McDougall y Bob Hoskins, con debuts de Ewan McGregor y Jude Law. La película fue producida por Richard Jobson y también es el debut cinematográfico de Simon Pegg en un pequeño papel.

## Cortometrajes

### Mr Cool
Director: Amy Jenkins

Guion: Amy Jenkins

Protagonistas: Jason Flemyng, Dexter Fletcher y Kelly Macdonald

### Horny
Director: Stephen Hopkins

Guion: Stephen Hopkins

Protagonistas: Denise van Outen y Tom Bell

### Grasshopper
Director: Menhaj Huda

Guion: Harsha Patel

Protagonistas:Dele Johnson, Ray Panthaki y Stephen Da Costa

### My Father the Liar
Director: Bob Hoskins

Guion: Paul Fraser

Protagonistas: Ray Winstone y Tom Watson

### Bone
Director: Ewan McGregor

Guion: Mark Greig

Protagonistas: Nicholas Tennant y Kay Curram

### Mouth
Director: Armando Iannucci

Guion: Armando Iannucci

Protagonistas: Daniela Nardini

### A Bird in the Hand
Director: Jude Law

Guion: Ed Allen

Protagonistas: Alan Miller

### Rosebud
Director: Gaby Dellal

Guion: Gaby Dellal and Atalanta Goulandris

Protagonistas: Rachel Weisz

### Steal Away
Director: Charles McDougall

Guion: Nick Perry

Protagonistas: Hans Matheson y Carmen Ejogo